# Campeonato Mundial de Natação em Piscina Curta de 2022 - 50 m borboleta feminino
A prova dos 50 metros nado borboleta feminino do Campeonato Mundial de Natação em Piscina Curta de 2022 foi disputada entre os dias 13 e 14 de dezembro de 2022, no Melbourne Sports and Aquatics Centre, em Melbourne, na Austrália.

## Recordes
Antes desta competição, os recordes mundiais e do campeonato nesta prova eram os seguintes:
|                       | Nome                | Nacionalidade | Tempo | Local     | Data                   |
| --------------------- | ------------------- | ------------- | ----- | --------- | ---------------------- |
| Recorde mundial       | Therese Alshammar   | Suécia        | 24.38 | Singapura | 22 de dezembro de 2009 |
| Recorde do campeonato | Ranomi Kromowidjojo | Países Baixos | 24.44 | Abu Dhabi | 19 de dezembro de 2021 |

## Medalhistas
| Ouro                                      | Bronze            |
| Torri Huske (USA) · Maggie Mac Neil (CAN) | Zhang Yufei (CHN) |

## Cronograma
Todos os horários são locais (UTC+11). 
| Data           | Hora  | Evento        |
| -------------- | ----- | ------------- |
| 13 de dezembro | 11:59 | Eliminatórias |
| 13 de dezembro | 19:45 | Semifinal     |
| 14 de dezembro | 21:14 | Final         |

## Resultados

### Eliminatórias
As eliminatórias ocorreram no dia 13 de dezembro com início às 11:59.
| Colocação | Bateria | Raia | Nadadora           | Nacionalidade                   | Tempo | Notas            |
| --------- | ------- | ---- | ------------------ | ------------------------------- | ----- | ---------------- |
| 1         | 6       | 5    | Zhang Yufei        | China                           | 24.75 | Q,               |
| 2         | 5       | 5    | Mélanie Henique    | França                          | 24.88 | Q                |
| 3         | 4       | 6    | Sara Junevik       | Suécia                          | 25.04 | Q                |
| 4         | 4       | 4    | Torri Huske        | Estados Unidos                  | 25.11 | Q                |
| 5         | 5       | 4    | Maggie Mac Neil    | Canadá                          | 25.13 | Q                |
| 6         | 6       | 2    | Wang Yichun        | China                           | 25.28 | Q                |
| 7         | 4       | 3    | Béryl Gastaldello  | França                          | 25.30 | Q                |
| 8         | 5       | 3    | Ai Soma            | Japão                           | 25.32 | Q                |
| 8         | 6       | 3    | Silvia Di Pietro   | Itália                          | 25.32 | Q                |
| 10        | 4       | 5    | Maaike de Waard    | Países Baixos                   | 25.40 | Q                |
| 11        | 6       | 4    | Claire Curzan      | Estados Unidos                  | 25.43 | Q                |
| 12        | 6       | 6    | Moe Tsuda          | Japão                           | 25.47 | Q                |
| 13        | 6       | 7    | Katerine Savard    | Canadá                          | 25.50 | Q                |
| 14        | 5       | 6    | Julie Kepp Jensen  | Dinamarca                       | 25.51 | Q                |
| 15        | 5       | 2    | Helena Gasson      | Nova Zelândia                   | 25.63 | Q                |
| 16        | 4       | 2    | Alexandria Perkins | Austrália                       | 25.65 | Q                |
| 17        | 5       | 7    | Jenjira Srisaard   | Tailândia                       | 25.85 | Recorde nacional |
| 17        | 6       | 1    | Angelina Köhler    | Alemanha                        | 25.85 |                  |
| 17        | 6       | 8    | Neža Klančar       | Eslovênia                       | 25.85 | Recorde nacional |
| 20        | 3       | 4    | Anicka Delgado     | Equador                         | 26.04 | Recorde nacional |
| 21        | 5       | 1    | Barbora Seemanova  | Chéquia                         | 26.09 | =                |
| 22        | 4       | 1    | Sirena Rowe        | Colômbia                        | 26.12 | Recorde nacional |
| 23        | 5       | 8    | Lillian Slušná     | Eslováquia                      | 26.30 |                  |
| 24        | 3       | 6    | Jillian Crooks     | Ilhas Caimã                     | 26.40 | Recorde nacional |
| 25        | 3       | 5    | Huang Mei-chien    | Taipé Chinesa                   | 26.47 | Recorde nacional |
| 26        | 4       | 7    | Giovanna Diamante  | Brasil                          | 26.48 |                  |
| 27        | 4       | 8    | Chan Kin Lok       | Hong Kong                       | 27.08 |                  |
| 28        | 3       | 3    | Olivia Borg        | Samoa                           | 27.09 | Recorde nacional |
| 29        | 3       | 2    | Imara-Bella Thorpe | Federação de membros suspensos  | 27.38 |                  |
| 30        | 3       | 1    | Tara Naluwoza      | Uganda                          | 27.71 |                  |
| 31        | 3       | 7    | Rhaniska Gibbs     | Bahamas                         | 28.07 |                  |
| 32        | 3       | 8    | Emily Visagie      | África do Sul                   | 28.39 |                  |
| 33        | 2       | 4    | Nubia Adjei        | Gana                            | 29.11 | Recorde nacional |
| 34        | 1       | 4    | Cassandre Zenon    | Camarões                        | 29.32 |                  |
| 35        | 2       | 3    | Georgia-Leigh Vele | Papua-Nova Guiné                | 29.81 |                  |
| 36        | 2       | 6    | Taffi Illis        | São Martinho                    | 31.16 |                  |
| 37        | 2       | 2    | Kestra Kihleng     | Estados Federados da Micronésia | 31.25 |                  |
| 38        | 1       | 3    | Rachel Sanders     | Gibraltar                       | 31.29 |                  |
| 39        | 1       | 6    | Rosha Neupane      | Nepal                           | 31.95 |                  |
| 40        | 2       | 7    | Jessica Makwenda   | Malawi                          | 35.18 |                  |
| 41        | 2       | 1    | Galyah Mikel       | Palau                           | 36.90 |                  |
| 42        | 2       | 8    | Marie Amenou       | Togo                            | 43.54 |                  |
| 43        | 1       | 2    | María Castillo     | Panamá                          | DNS   | DNS              |
| 43        | 1       | 5    | Yaba Kamara        | Serra Leoa                      | DNS   | DNS              |
| 43        | 2       | 5    | Rosemarie Rova     | Fiji                            | DNS   | DNS              |

### Semifinal
A semifinal ocorreu no dia 13 de dezembro com início às 19:45.
| Colocação | Bateria | Raia | Nadadora           | Nacionalidade  | Tempo | Notas            |
| --------- | ------- | ---- | ------------------ | -------------- | ----- | ---------------- |
| 1         | 2       | 3    | Maggie Mac Neil    | Canadá         | 24.78 | Q                |
| 2         | 2       | 4    | Zhang Yufei        | China          | 24.79 | Q                |
| 3         | 1       | 5    | Torri Huske        | Estados Unidos | 24.86 | Q                |
| 4         | 1       | 2    | Maaike de Waard    | Países Baixos  | 24.92 | Q                |
| 4         | 1       | 4    | Mélanie Henique    | França         | 24.92 | Q                |
| 6         | 2       | 7    | Claire Curzan      | Estados Unidos | 24.96 | Q                |
| 7         | 2       | 6    | Béryl Gastaldello  | França         | 25.06 | Q                |
| 8         | 2       | 5    | Sara Junevik       | Suécia         | 25.13 | Q                |
| 9         | 1       | 3    | Wang Yichun        | China          | 25.14 |                  |
| 10        | 1       | 6    | Ai Soma            | Japão          | 25.36 |                  |
| 11        | 2       | 8    | Helena Gasson      | Nova Zelândia  | 25.38 | Recorde nacional |
| 12        | 1       | 7    | Moe Tsuda          | Japão          | 25.41 |                  |
| 13        | 2       | 2    | Silvia Di Pietro   | Itália         | 25.42 |                  |
| 14        | 1       | 1    | Julie Kepp Jensen  | Dinamarca      | 25.56 |                  |
| 15        | 1       | 8    | Alexandria Perkins | Austrália      | 25.60 |                  |
| 16        | 2       | 1    | Katerine Savard    | Canadá         | 25.81 |                  |

### Final
A final foi realizada no dia 14 de dezembro com início às 21:14.
| Colocação         | Raia | Nadadora          | Nacionalidade  | Tempo | Notas            |
| ----------------- | ---- | ----------------- | -------------- | ----- | ---------------- |
| Medalha de ouro   | 3    | Torri Huske       | Estados Unidos | 24.64 |                  |
| Medalha de ouro   | 4    | Maggie Mac Neil   | Canadá         | 24.64 | Recorde nacional |
| Medalha de bronze | 5    | Zhang Yufei       | China          | 24.71 | =                |
| 4                 | 1    | Béryl Gastaldello | França         | 24.85 |                  |
| 5                 | 2    | Mélanie Henique   | França         | 24.92 |                  |
| 5                 | 7    | Claire Curzan     | Estados Unidos | 24.92 |                  |
| 7                 | 6    | Maaike de Waard   | Países Baixos  | 24.98 |                  |
| 8                 | 8    | Sara Junevik      | Suécia         | 25.18 |                  |

Legenda
| Recorde mundial       | Recorde mundial (World record)               |                       | Recorde africano                      | Recorde africano (African) |                                           | Q | Classificado por posição (Qualified) |
| Recorde do campeonato | Recorde do campeonato (Championship record)  | Recorde da América    | Recorde da América (Americas)         | q                          | Classificado por melhor tempo (Qualified) |   |                                      |
| Melhor marca do ano   | Melhor marca do ano (World leading)          | Recorde asiático      | Recorde asiático (Asian)              | DNS                        | Não largou (Did not start)                |   |                                      |
| Recorde nacional      | Recorde nacional (National record)           | Recorde europeu       | Recorde europeu (European)            | DNF                        | Não terminou (Did not finish)             |   |                                      |
| Recorde pessoal       | Recorde pessoal do atleta (Personal best)    | Recorde da Oceania    | Recorde da Oceania (Oceania)          | DSQ / DQ                   | Desclassificado (Disqualified)            |   |                                      |
| Recorde da temporada  | Recorde da temporada do atleta (Season best) | Recorde sul-americano | Recorde sul-americano (South America) | NM                         | Sem marca (No mark)                       |   |                                      |